# 河口英语
河口英语（英語：Estuary English，又译港湾英语）是一種現代的英語口音，广泛流传于东南英格兰及东英格兰地区，特别是這兩個地點的交匯點泰晤士河沿岸和其河口。

## 歷史
这种英语是英国皇室的标准发音和英格兰东南地区，特别是伦敦、肯特和艾塞克斯方言的一种混合体，大約於1980年代成型。這種語言在1984年10月首度引起公眾的關注，原因是David Rosewarne在《泰晤士報教育副刊》（Times Education Supplement，縮寫作TES）發表了一篇文章，認為這種新的口音「最終可能會取代RP成為英語發音的新標準」（…it may eventually replace RP as the Standard English pronunciation）。
過往，英國的上流社會從19世紀開始一直通行俗稱「女王英語」的「公认發音」（Received Pronunciation），縮寫作RP，即來自牛津郡及劍橋郡的口音；但另一方面，在首都倫敦本土的口音卻被認為是低俗的勞動階層口音，被冠以「Cockney」這個外號。慢慢的，隨着社會發展，在兩者之間開始出現一種新的口音，而這種口音成為了中層階層的常用口音，成為當地英語的一股新勢力。
研究顯示：河口英語并不是英語的一個唯一連貫形式；相反的，它在現實中包括倫敦工人阶级口音的一些語音特點，以及社會上傳播的各種各樣形式的中產階級语音，和地理上位于英国东南部的其它口音。
一些人认为（通常是开玩笑）“河口英语”的语源来自于其特征：像泥浆一样“清晰”，和像河流一样“自由流动”（"It's as clear as mud and flows freely"）。

## 特色
河口英语有以下伦敦方言（Cockney）的发音特点：
- 當說出兩個母音相連的連音時，會插入/r/音，比如drawing說成/ˈdrɔːrɪŋ/而不是/ˈdrɔːɪŋ/。

## 參看
- 地方英語口音
- 英語種類列表